# Tipi di banda
Si usano delle abbreviazioni per indicare di che tipo sia una banda di frequenze. Ne segue una breve spiegazione.

## FDD e TDD
Quando due ricetrasmettitori comunicano l’uno con l’altro, per evitare che le due trasmissioni si sovrappongano, si fa in modo che i due non trasmettano contemporaneamente sulla stessa frequenza. Per far questo ci sono due metodi. O si usano due frequenze diverse, oppure se ne usa una sola e si fa emettere un trasmettitore alla volta. Ci si riferisce ai due modi rispettivamente con i termini di: Frequency Division Duplex (FDD) e Time Division Duplex (TDD). Vedi Duplex.

## SDL e SUL
Per dare più velocità al download e all’upload la Qualcomm propose di fare dei collegamenti supplementari per ciascuno di essi. Questi collegamenti avrebbero avuto delle bande di frequenza riservate. Cioè alcune bande di frequenza sarebbero state utilizzate esclusivamente per il download e altre esclusivamente per l’upload. Questi collegamenti si sarebbero impiegati accanto al canale primario in uso in una connessione internet. 
I collegamenti supplementari si chiamano: Supplemental Downlink (SDL) e Supplemental Uplink (SUL), mentre le bande: “supplementary downlink-only band” e “supplementary uplink-only band”.